# Reste avec moi
Pour plus de détails, voir Fiche technique et Distribution.
Reste avec moi est un film choral québécois réalisé par Robert Ménard, sorti en 2010. 

## Fiche technique
Sources : IMDb et Films du Québec
- Titre original : Reste avec moi
- Réalisateur : Robert Ménard
- Scénario : Claire Wojas
- Musique : Michel Cusson
- Direction artistique : Amanda Ottaviano
- Costumes : Lyse Bédard
- Maquillage : Christiane Fattori
- Coiffure : Ann-Louise Landry
- Photographie : Daniel Jobin (en)
- Son : Pierre Blain, Jean-Francois Sauvé, Bernard Gariépy Strobl
- Montage : Michel Arcand
- Production : Claude Bonin et Robert Ménard
- Société de production : Les Productions Vidéofilms
- Société de distribution : Les Films Séville
- Pays de production :  Canada
- Tournage : 23 septembre au 1er novembre 2009
- Langue originale : français
- Format : couleur — 1,85:1
- Genre : Drame
- Durée : 98 minutes
- Dates de sortie :
  - Canada : 
    - 29 octobre 2010 (première au Festival du cinéma international en Abitibi-Témiscamingue)
    - 5 novembre 2010 (sortie en salle au Québec)
    - 5 avril 2011 (DVD)

## Distribution
- Gérard Poirier : Wilfrid Martin
- Danielle Proulx : Maggie
- Vincent Bilodeau : Florian
- Louis Morissette : Simon
- Maxim Roy : Sophie
- Julie Perreault : Laurie
- Alexandra Sicard : Ariane
- Joseph Antaki : Youssef
- Fariba Bonakdar : Fatima
- Martin Laroche : Xavier
- Richard Robitaille : Tony
- Jacqueline Chantelois : Anne
- Bronwen Mantel (en) : Mme Stanfield
- Claude Lemieux : Pierre Gratton, proprio
- Salomé Corbo : policière